# Дай, Леон
Леон Дай (кит. 戴立忍, пиньинь Dài Lìrĕn, палл. Дай Лижэнь, англ. Leon Dai; род. 27 июля 1966, уезд Тайдун) — тайваньский актёр, режиссёр и сценарист. Обладатель трёх кинопремий «Золотая лошадь».
Впервые в кинотеатр Дай пришёл с отцом в три года. В их небольшом городке в уезде Тайдун поход в кино был главным развлечением. В детстве Дай полюбил кинематограф и  старался не пропускать ни одного фильма, шедшего в местном кинотеатре. В студенческие годы он собрал внушительную коллекцию из более чем 1,5 тысяч  фильмов. И сейчас в свободное время Дай часто смотрит до восьми фильмов в день.
После окончания Тайбэйского национального института искусств работал в театре актёром, режиссёром, техником. В кинематограф пришёл в начале 1990-х годов. Снимался у кинорежиссёров Тайваня, континентального Китая и Гонконга. В 1999 году получил свою первую премию - «Золотая лошадь» - в номинации «Лучший актёр второго плана» за роль в фильме «Шанс умереть» совместного производства кинематографистов Тайваня и Японии. Дважды, в  2000  и 2008 годах, был номинирован на эту же премию за фильмы «Ночной побег» и «Парковка». В 2001 году дебютировал как режиссёр, представив на суд зрителей короткометражный фильм «Два лета», удостоенный затем премии «Золотая лошадь» как лучший короткометражный фильм,  а также главного приза Тайбэйского кинофестиваля.
Широкую известность Даю принесла картина «Я не могу жить без тебя», вышедшая на экраны в 2009 году. Этот чёрно-белый драматический фильм рассказывает о борьбе отца-одиночки за опеку над своей семилетней дочерью. Дай потратил полтора года на написание сценария фильма, режиссуру и монтаж, внимательно  следил за всеми процессами на этапе постпродакшн. Фильм удостоен главного приза Тайбэйского кинофестиваля, премии  «Золотая лошадь» как лучший фильм, а также награды за режиссуру и сценарий. Картина была выдвинута Тайванем на премию «Оскар» за лучший фильм на иностранном языке.
В 2016 году Дай исполнил главную роль в фильме «Нет другой любви», режиссёром которого выступила известная китайская актриса Чжао Вэй. В июле того же года, уже после завершения съёмок, производственная группа и инвесторы из континентального Китая приняли решение убрать Дая из фильма после его заявлений в поддержку независимости Тайваня. Сам актёр пояснил, что, выступив против принудительного выселения, наращивания ядерного потенциала и за права геев, он, тем не менее, не является политическим активистом и уважает взгляды других людей. Премьер-министр Тайваня Линь Цюань по этому поводу заявил, что актёры и актрисы должны иметь возможность делать свою работу без вмешательства политических факторов.